# A Polydor lemezkiadó előadói
Ez a lista azoknak a művészeknek, zenészeknek, együtteseknek a felsorolása, akik jelenleg is, vagy valaha a Polydor lemezkiadóval kötöttek szerződést.

## 0-9
- 2Pac (Polydor UK)
- 3-D
- 4 Runner (Polydor Nashville)
- +44 (Polydor UK)
- 50 Cent (Polydor UK)

## A
- a-ha
- A Thousand Horses (Polydor UK)
- ABBA
- AFI (Polydor UK)
- Abd al Malik
- Ace of Base
- Alex Gardner (Polydor UK)
- Alex Morgan
- Alice Gold
- Alicia Bridges
- Alizée
- Alphabeat
- Alphaville
- Alpines
- Alquin
- The All-American Rejects (Polydor UK)
- The Allman Brothers Band
- María Conchita Alonso
- All Time Low (Polydor UK)
- The Amboy Dukes
- Thomas Anders
- Jon Anderson
- Andrew Lloyd Webber
- Angels and Airwaves (Polydor UK)
- Paul Anka
- Army of Lovers (Polydor UK)
- Art of Noise (China/Polydor)
- Arthur Briggs
- Antony Costa
- Appleton
- Athlete (Polydor UK)
- Atlanta Rhythm Section
- Audience
- Audioslave (Polydor UK)
- The Automatic
- Roy Ayers
- Ayọ

## B
- Barclay James Harvest
- Daniel Bedingfield (Polydor UK)
- The Bees
- Bee Gees (Polydor UK)
- Beatles (Polydor Németország)
- Björk
- Bill Deal
- Billy Connolly
- Black Tide (Polydor UK)
- Blink-182 (Polydor UK)
- Blossom Toes
- Blind Faith
- Bully Buhlan
- Brand New (Polydor UK)
- Brick and Lace
- Bruce Low
- Bright Eyes (Polydor UK)
- Sarah Brightman
- James Brown
- Ian Brown
- Miquel Brown
- Bryan Adams (Polydor UK)
- Boyzone
- Bucks Fizz
- Buckingham Nicks
- Roy Buchanan

## C
- Café Tacvba (UK) (Universal Music Latin)
- Carly Rae Jepsen (Polydor UK)
- Cast
- Catch 23
- Cat's Eyes
- Cat Mother & the All Night News Boys
- The Chakachas
- Chapel Club
- Chelsia Chan (Polydor Hong Kong)
- Cheryl Cole (Fascination/Polydor)
- Chris Cornell (Polydor UK)
- Christine Fan (Polydor Franciaország)
- Clare Maguire
- Claire Waldoff
- Cover Drive
- Eric Clapton
- Petula Clark
- Stanley Clarke
- Lloyd Cole and the Commotions
- Amie Comeaux (Polydor Nashville)
- Jodie Connor
- Jeff Copley (Polydor Nashville)
- Crackin'
- Cream
- Celia Cruz
- Cookie Crew
- Coverdrive
- The Creatures
- Crystal Castles
- The Courteeners
- The Cure

## D
- D Mob
- Dan Black (Polydor UK)
- Dara (Polydor Ausztrália)
- Dashboard Confessional (Polydor UK)
- David Gray
- Davis Daniel (Polydor Nashville)
- Delays
- Delphic
- Delta Rebels
- Demi Lovato (Polydor UK)
- Destinee & Paris (Polydor UK)
- Cathy Dennis
- Lynsey De Paul
- Jim Diamond
- Diddy (Polydor UK)
- Die Antwoord (Polydor UK)
- Dino
- Dirty White Boy
- Alesha Dixon
- Dodgy
- Plácido Domingo
- Double
- Dr. Dre (Polydor UK)
- Duffy (A&M/Polydor) (kivéve USA)
- The Duke Spirit
- Hilary Duff (Polydor UK)

## E
- Eagles (Polydor UK)
- E/Eels
- Elbow (Polydor UK)
- Ellie Goulding  (Polydor UK)
- Sophie Ellis-Bextor
- Electric Light Orchestra (Polydor UK)
- Elyar Fox
- Emma's Imagination (Polydor UK)
- Emerson Lake & Powell
- Emily Loizeau
- Eminem (Polydor UK)
- Enrique Iglesias (Polydor UK)
- Envy & Other Sins (Polydor UK)
- Escape The Fate (Polydor UK)
- Esmee Denters (Polydor UK)
- Evelyn Künneke

## F
- Fairport Convention
- Far East Movement (Polydor UK)
- Mylène Farmer  (Polydor Franciaország)
- Fat Boys (Tin Pan Apple/Polydor)
- The Fatback Band
- The Fauves (Polydor Ausztrália)
- Feist (Polydor Franciaország & UK)
- Fergie (Polydor UK)
- Flaws, The
- Flyleaf (Polydor UK)
- The Fratellis (Polydor UK)
- French Kiss
- Focus
- Frl. Menke

## G
- G-Unit (Polydor UK)
- Game, The (Polydor UK)
- Gemma Fox
- Gloria Gaynor
- Rory Gallagher
- Calvin Goldspink
- Good Fellaz
- Joey Gregorash
- Clinton Gregory (Polydor Nashville)
- Gwen Guthrie
- Girls Aloud (Fascination/Polydor)
- Girls Can't Catch (Fascination/Polydor)
- Girls' Generation (Polydor Franciaország)
- Golden Earring
- Skylar Grey (Polydor UK)
- Greyson Chance (Polydor UK)
- Guillemots
- Gun (Polydor UK)
- Guns N’ Roses (Polydor UK)

## H
- Haircut One Hundred
- Hans Georg Schütz
- Isaac Hayes
- Jimi Hendrix
- Hear'Say
- Susumu Hirasawa (Polydor K.K.)
- Jake Holmes
- Hollywood Undead (Polydor UK)
- Hundred Reasons
- Hydra

## I
- Ian Brown
- Ilja Livschakoff
- Julio Iglesias
- Yosui Inoue (Polydor Japán)

## J
- Jacky Cheung (Polydor Hong Kong)
- The Jam (Polydor UK)
- Jamal Holt
- James Blake
- James Morrison
- Jamie Woon
- Janet Jackson (Polydor UK)
- Japanese Voyeurs
- Jennifer Lawson
- LaToya Jackson
- Millie Jackson
- Jean-Michel Jarre (Dreyfus/Polydor)
- Jimmy Eat World (Polydor UK)
- Jive Deluxe (Polydor Németország)
- Jodie Connor
- Joe Jonas (Polydor UK)
- Joe Junior (Polydor Hong Kong)
- John Mayall
- Johannes Heesters
- Elton John (USA & Kanada, 1990–95)
- Joie (Fascination/Polydor UK)
- The Jolt (Polydor UK)
- Jon and Vangelis
- Jonas Brothers (Polydor UK)
- Jack McManus
- Juanes (UK) (Universal Music Latin)

## K
- Katy Perry (Polydor Franciaország)
- K'Naan (Polydor UK)
- Ronan Keating
- Toby Keith (Polydor Nashville)
- Kingdom Come
- Kitaro
- Klaxons
- Kristian Leontiou
- Kaiser Chiefs
- Kate Nash
- Kate Voegele (Polydor UK)
- Kele Okereke
- Kelis (Polydor UK)
- Kenny Bee (Polydor Hong Kong)
- Keri Hilson (Polydor UK)
- Kimberley Walsh (Girls Aloud együttessel és egyéni művészként is)

## L
- Ladae
- L.A. Guns
- Lady Gaga (Polydor UK)
- Lawson (Polydor UK)
- Lale Andersen
- Lana Del Rey (Polydor UK)
- Denny Laine
- James Last
- Led Zeppelin (Atlantic/Polydor UK, majd 1971-től a WEA kiadóhoz szerződött)
- Lee Mead (Fascination/Polydor)
- Leslie Cheung (Polydor Hong Kong)
- Level 42
- Liam Bailey
- Lighthouse Family
- The Like
- Lilian Harvey
- Limp Bizkit (Polydor UK)
- Liselotte Malkowsky
- Little Angels
- Little-J
- LMFAO (Polydor UK)
- Lolita
- Lolly (énekes)
- La Roux
- Laura Hayward

## M
- The Maccabees
- Madonna (Polydor UK)
- Maestro Fresh Wes
- Magical Power Mako
- Magnum
- The Main Ingredient
- Mandrill
- Man Parrish
- Manfred Mann Chapter Three
- Manfred Mann's Earth Band
- Marilyn Manson
- Maroon 5 (Polydor UK)
- Mary J. Blige (Polydor UK)
- Masterboy
- Lutricia McNeal
- Medal
- Matthew P
- Maximum Balloon (Polydor UK)
- Meiko (Polydor UK)
- M.I.A.
- Michael Ball
- Mindless Behavior (Polydor UK)
- Miley Cyrus (Polydor UK)
- Mimi Thoma
- Minor Detail
- Missouri
- Modestep
- The Moffatts (Polydor Nashville)
- Monaco
- James Morrison
- Moxy (Polydor Kanada)
- Elliott Murphy
- The Moody Blues (Threshold/Polydor)
- Samantha Mumba
- Music for Pleasure
- Mutya Keisha Siobhan
- The Music
- Max Greger
- Max Hansen
- MSTRKRFT
- Mylène Farmer (Polydor Franciaország)

## N
- N.E.R.D (Polydor UK)
- The Naked & Famous
- Nána Múszhuri
- Natalia Kills (Polydor UK)
- Nelly Furtado (Polydor UK)
- Nelson (Polydor UK, forgalmazás a Geffen Records-szal közösen)
- Nicola Roberts
- Nicole Scherzinger (Polydor UK)
- Nino Bravo
- Nirvana (Polydor UK)
- No Angels
- No Doubt (Polydor UK)
- Nu Colours
- N-Dubz (Left in 2008)
- Nerina Pallot

## O
- OneRepublic (Polydor UK)
- Orianthi (Polydor UK)
- The Osmonds
- Donny Osmond
- Marie Osmond
- Donny & Marie Osmond
- Oskar Joost
- Os Mutantes (Polydor Brazilia)
- Otto Reutter
- Overtime
- The O

## P
- Papa Roach (Polydor UK)
- Alex Parks
- Paul Godwin
- Peaches & Herb
- Peter Alexander
- Cole Porter
- Physical Graffiti
- The Pierces
- The Police (Polydor UK)
- Powderfinger
- The Pretty Reckless (Polydor UK)
- Priscilla Chan (Polydor Hong Kong)
- Professor X
- Protocol
- Park Lane Retards
- Puddle of Mudd (Polydor UK)
- Punyarisa Teanprasit (Polydor Ausztrália)
- Pussycat Dolls (Polydor UK)
- P-MODEL

## Q
- Queens of the Stone Age (Polydor UK)
- Quicksand
- Freddy Quinn (Polydor Németország)
- Quinteto Contrapunto (Polydor Venezuela)

## R
- Rainbow
- Don Ray
- Renée Franke
- Reparata
- Return to Forever
- Rev Theory (Polydor UK)
- Ricky Hui (Polydor Hong Kong)
- Rise Against (Polydor UK)
- Rivers Cuomo (Polydor UK)
- Robot Boy
- Rocco DeLuca et le fardeau
- Romance
- RoxXxan
- The Rolling Stones
- Rotjoch
- Les Enfants grossier
- Ruben Makaya (Polydor Franciaország, Polydor UK)
- Rudi Schurike
- Ruff Diamondz
- Rufus Wainwright (Polydor UK)
- Russo
- Rymza

## S
- Saga
- Samuel Hui (Sam Hui)  (Polydor Hong Kong)
- Saraya
- The Saturdays (Fascination/Polydor)
- The Savage Rose
- Scars on Broadway (Polydor UK)
- Scissor Sisters
- S Club 7
- S Club 8
- Sea Stories (Polydor Ausztrália)
- Sekar (Polydor Németország)
- Selena Gomez (Polydor UK)
- Semi Precious Weapons (Polydor UK)
- Seven
- Shakatak
- Sham 69
- Neil Sedaka (Polydor UK, Polydor Kanada)
- Shed Seven
- Sheryl Crow (Polydor UK)
- Shirley Kwan (Polydor Hong Kong)
- Shocking Blue
- The Shoes
- Shystie
- Siouxsie and the Banshees
- The Skates  (Polydor Ausztrália)
- Slade
- Smiley Culture (Polydor UK)
- Snow Patrol
- Solange Knowles (Polydor UK)
- Sonic Youth (Polydor UK)
- Soulja Boy Tell 'Em (Polydor UK)
- Soundgarden (Polydor UK)
- Spitz (Polydor Japán)
- Spyro Gyra
- Shane Sutton (Polydor Nashville)
- Stacie Orrico (Polydor UK)
- Ringo Starr (Polydor UK)
- Cat Stevens (a.k.a. Yusuf Islam)
- Rachel Stevens
- Gwen Stefani (Polydor UK)
- Paul Steel
- Stormin' Norman & Suzy(Polydor 1978)
- Street Drum Corps (Polydor UK)
- Christina Stürmer
- The Style Council
- Sugababes (Az eredeti felállás)
- Suzi Quatro
- Swedish House Mafia
- Sweet
- Sweet Connection
- Shannon Tweedy (Polydor UK)

## T
- Take That
- Teddy Robin (Polydor Hong Kong)
- Temple Cloud
- Ten Wheel Drive
- Teresa Teng
- Tesla (Polydor UK, közös kiadás a Geffen Records-szal)
- Theo Lingen
- Therapy? (Polydor UK)
- Tom Jones
- Timbaland (Polydor UK)
- Toots Thielemans
- A Thousand Points of Night
- The Tigers (Polydor Japán)
- Tonic
- Tony Scott
- Los Toros Band
- Traffic
- Tired Pony
- Truth Hurts (Polydor UK)
- Turbo B
- Totally Enormous Extinct Dinosaurs
- TV on the Radio (Polydor UK)
- TYP

## U
- U2
- UK

## V
- Dave Van Ronk
- Vangelis
- Van Halen (Polydor UK)
- Van Morrison
- The Velvet Underground
- Victorian Parents
- Miklós Vig
- Visage
- Vivian Chow (Polydor Hong Kong)

## W
- Wale (Polydor UK)
- Albertina Walker (Polydor Gospel Sorozat)
- The Wallflowers (Polydor UK)
- Waterfront
- Marti Webb
- Weezer (Polydor UK)
- White Boys (Tin Pan Apple/Polydor)
- White Lies (Polydor UK)
- The Who (Polydor UK)
- The Wild Magnolias
- will.i.am (Polydor UK)
- Tony Williams
- Wolfmother
- World Trade
- Patrick Wolf
- Link Wray
- Chely Wright (Polydor Nashville)
- Warning (Polydor Franciaország)

## X
- X-Clan
- X Japan
- Xutos & Pontapés

## Y
- Yeah Yeah Yeahs
- Yelawolf (Polydor UK)
- Yuksek

## Z
- Zhigge
- Kathy Zee
- Zucchero Fornaciari